# 上川 (長野県)
上川（かみがわ）は、長野県茅野市および諏訪市を流れる天竜川水系の一級河川。

## 地理

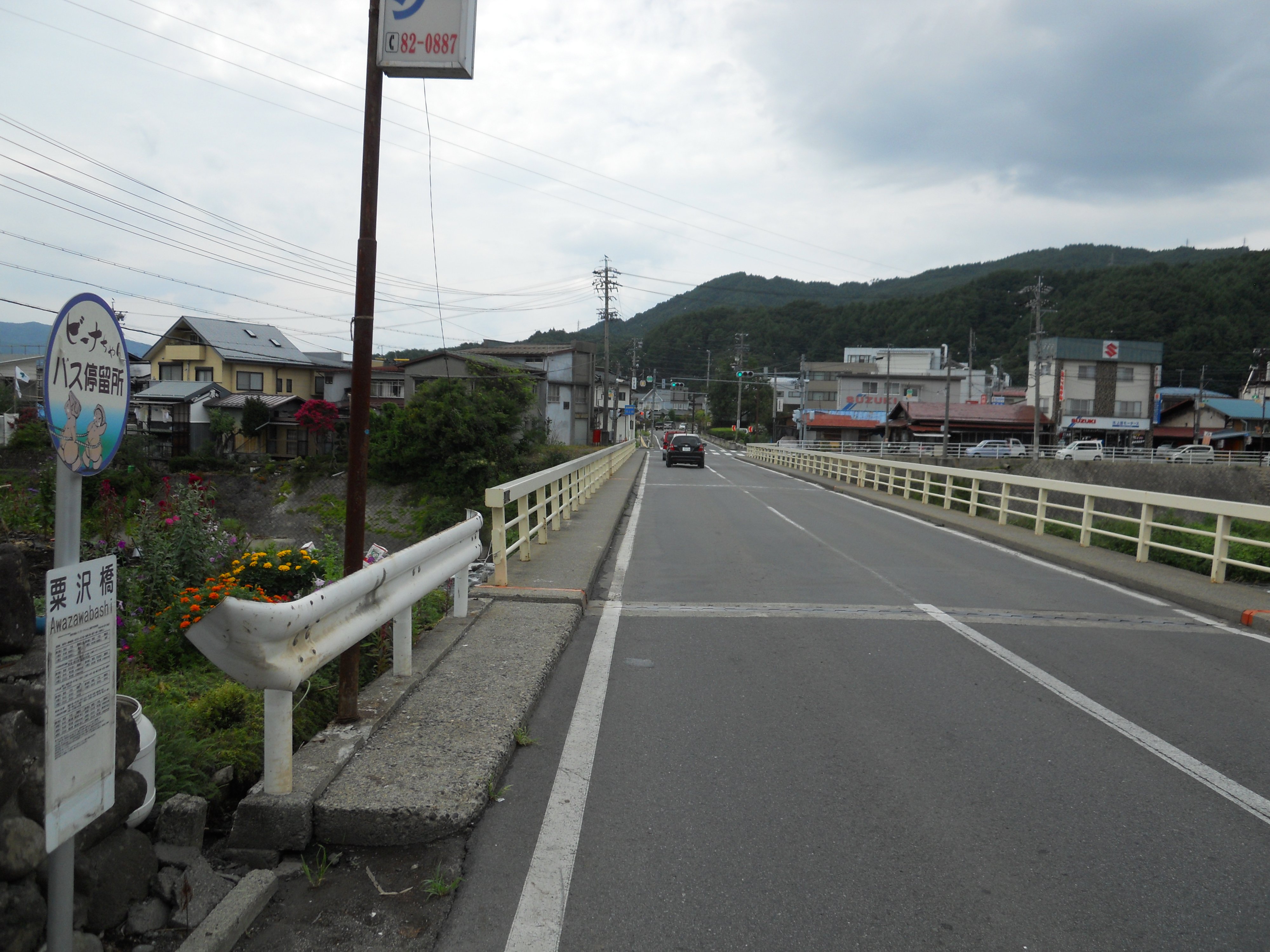
上川にかかる茅野市玉川粟沢橋（2013年撮影）

本流は八ヶ岳連峰の冷山より流出し、支流には霧ヶ峰から流出する音無川、蓼科火山より流出する滝之湯川、横岳から流出する柳川、天狗岳から流出する角名川などがあり、山浦地方北部の火山性高原地帯に渓谷を形成し、侵食しながら合流した後、宮川の一部を流入し、諏訪盆地の平坦地に沖積平野を発達させ、分流を作って諏訪湖の南岸に流入する。諏訪湖の受入地域面積の約46.7%を占める。
本支流の上流部は互いに連絡して水量を融通しあう「繰越堰（汐）」という形式によって高原一帯に多くの新田開発を可能とした。
中流部の茅野市米沢付近からは勾配が緩く、堆積作用により低平な谷底部を形成し、同市街地（標高約800m）からは流路を北西に変えるが、河口（標高約760 m）までの区間は約8 kmに対して、約40 mの比高しかないため、下流部は堆積作用が盛んで小規模な自然堤防を形成し、低湿な三角州を形成している。